# Gladtjärnen (Linde socken, Västmanland)
Gladtjärnen är en sjö i Lindesbergs kommun i Västmanland och ingår i Norrströms huvudavrinningsområde. Sjön är 12 meter djup, har en yta på 0,075 kvadratkilometer och är belägen 234,3 meter över havet.

## Delavrinningsområde
Gladtjärnen ingår i det delavrinningsområde (662431-145525) som SMHI kallar för Utloppet av Gränsjön. Medelhöjden är 209 meter över havet och ytan är 11,38 kvadratkilometer. Räknas de 3 avrinningsområdena uppströms in blir den ackumulerade arean 32,45 kvadratkilometer. Hammarskogsån (Gränshytteån) som avvattnar avrinningsområdet har biflödesordning 3, vilket innebär att vattnet flödar genom totalt 3 vattendrag innan det når havet efter 239 kilometer. Avrinningsområdet består mestadels av skog (67 procent). Avrinningsområdet har 1,95 kvadratkilometer vattenytor vilket ger det en sjöprocent på 17,2 procent.